# Kanton Yvetot
Kanton Yvetot is een kanton van het Franse departement Seine-Maritime. Het kanton maakt deel uit van de arrondissementen Rouen (47) en Le Havre (6).
Het telde in 2017 43 209 inwoners, dat is een dichtheid van 120 inwoners/km².
De oppervlakte bedraagt 360,36 km².

## Gemeenten
Het kanton Yvetot omvatte tot 2014 de volgende gemeenten:
- Allouville-Bellefosse
- Autretot
- Auzebosc
- Baons-le-Comte
- Bois-Himont
- Écretteville-lès-Baons
- Saint-Clair-sur-les-Monts
- Sainte-Marie-des-Champs
- Touffreville-la-Corbeline
- Valliquerville
- Veauville-lès-Baons
- Yvetot (hoofdplaats)

Door de herindeling van de kantons bij decreet van 27 februari 2014, met uitwerking op 22 maart 2015, omvatte het kanton 54 gemeenten. Op 1 januari 2019 werden de gemeenten Autretot en Veauville-lès-Baons samengevoegd tot de fusiegemeente (commune nouvelle) Les Hauts-de-Caux. Sindsdien bestaat het kanton uit volgende 53 gemeenten: 
- Allouville-Bellefosse
- Amfreville-les-Champs
- Ancretiéville-Saint-Victor
- Anvéville
- Auzebosc
- Auzouville-l'Esneval
- Baons-le-Comte
- Bénesville
- Berville
- Bois-Himont
- Boudeville
- Bourdainville
- Bretteville-Saint-Laurent
- Butot
- Canville-les-Deux-Églises
- Carville-Pot-de-Fer
- Cideville
- Criquetot-sur-Ouville
- Doudeville
- Écretteville-lès-Baons
- Ectot-l'Auber
- Ectot-lès-Baons
- Étalleville
- Étoutteville
- Flamanville
- Fultot
- Gonzeville
- Grémonville
- Harcanville
- Hautot-le-Vatois
- Hautot-Saint-Sulpice
- Les Hauts-de-Caux
- Héricourt-en-Caux
- Hugleville-en-Caux
- Lindebeuf
- Motteville
- Ouville-l'Abbaye
- Prétot-Vicquemare
- Reuville
- Robertot
- Routes
- Saint-Clair-sur-les-Monts
- Saint-Laurent-en-Caux
- Saint-Martin-aux-Arbres
- Sainte-Marie-des-Champs
- Saussay
- Le Torp-Mesnil
- Touffreville-la-Corbeline
- Valliquerville
- Vibeuf
- Yerville
- Yvecrique
- Yvetot